# 支持联盟框架
支持联盟框架（Advocacy Coalition Framework），为一种现行美国、欧洲的流行公共政策模型。其特别强调公共政策的参与性，并在系统下分布次系统（subsystem），以确定其政策的运行过程的稳定性以及可预期性。

## 简介
在此系统的支持下，支持联盟框架可以集合所有的政策参与者到政策分析中，
- 分享政策运行哲学及理念；
- 持续参与到高度的协同合作中。